# ハフモデル
ハフモデル (Huff model) は、空間分析において広く用いられている手法で、消費者が特定の施設を訪れる確率を予想するものであり、施設への距離、魅力度、他の施設の相対的な魅力度を変数とする方程式として表現される。このモデルは、デイヴィッド・ハフ (David Huff) によって、1963年に定式化された。このモデルは、マーケティング、経済学、小売調査、都市計画などの諸分野で用いられ、商業的に提供されている地理情報システム (GIS) の中にも組み込まれていることがある。
このモデルは、その利用の容易さと、幅広い分野の諸問題への適用可能性から、今日もなお広く用いられている。
方程式は、次のように与えられる。
{\displaystyle P_{ij}={\frac {A_{j}^{\alpha }D_{ij}^{-\beta }}{\sum _{k=1}^{n}A_{k}^{\alpha }D_{ik}^{-\beta }}}}
ここで、
- {\displaystyle A_{j}} は、店舗j の魅力度
- {\displaystyle D_{ij}} は、消費者の位置i と、店舗j の距離
- {\displaystyle \alpha } は、魅力度のパラメータ
- {\displaystyle \beta } は、距離摩擦のパラメータ
- {\displaystyle n} は、店舗j を含む、店舗の総数

である。
日本では、当時の通商産業省が大規模小売店舗法（1973年制定、2000年廃止）の運用に用いたことから、商圏分析の手法として広まった。
魅力度の数値には、基本的には売場面積があてられてきたが、駐車場面積や営業時間などをはじめ、複数の要素を加味して算出する場合もある。